# Malakai Tiwa
Malakai Tiwa (3 ottobre 1986) è un calciatore figiano, centrocampista del Ba.

## Carriera

### Club
Con l'Hekari United ha partecipato alla Coppa del mondo per club FIFA 2010, giocandovi una partita.
In carriera ha totalizzato complessivamente 28 presenze e 8 reti nella OFC Champions League.

### Nazionale
Ha partecipato alla Coppa d'Oceania del 2008 ed a quella del 2016.